# Bobowa (gmina)
Bobowa est une gmina mixte du powiat de Gorlice, Petite-Pologne, dans le sud de Pologne. Son siège est la ville de Bobowa, qui se situe environ 18 km à l'ouest de Gorlice et 82 km au sud-est de la capitale régionale Cracovie.
La gmina couvre une superficie de 49,84 km2 pour une population de 9 134 habitants.

## Géographie
Outre la ville de Bobowa, la gmina inclut les villages de Berdechów, Brzana Dolna, Brzana Górna, Jankowa, Sędziszowa, Siedliska, Stróżna et Wilczyska.
La gmina borde les gminy de Ciężkowice, Grybów, Korzenna et Łużna.